# Simila, Vaslui
Simila este un sat în comuna Zorleni din județul Vaslui, Moldova, România. Se află în partea de sud-vest a județului, în Colinele Tutovei. La recensământul din 2002 avea o populație de 1169 locuitori.